# Удыч (река)
Удыч (укр. Удич) — река на Украине, в пределах Христиновского района Черкасской области, Тепликского и Бершадского районов Винницкой области. Левый приток Южного Буга (бассейн Чёрного моря).

## Описание
Длина 57 км, площадь водосборного бассейна 681 км². Уклон реки 1,7 м/км.

## Расположение
Удыч начинается в селе Россошки. Течёт сначала на юг, затем — преимущественно на юго-запад. Впадает в Южный Буг к югу от села Хмаровка.

## Притоки
- река без названия[2] (пр.)
- река без названия[2] (пр.)
- Теплик[2] (пр.)
- Терновка[2] (лв.)
- Удыч[7] (лв.)
- Большая Стинка[укр.][6] (пр.)

## Галерея

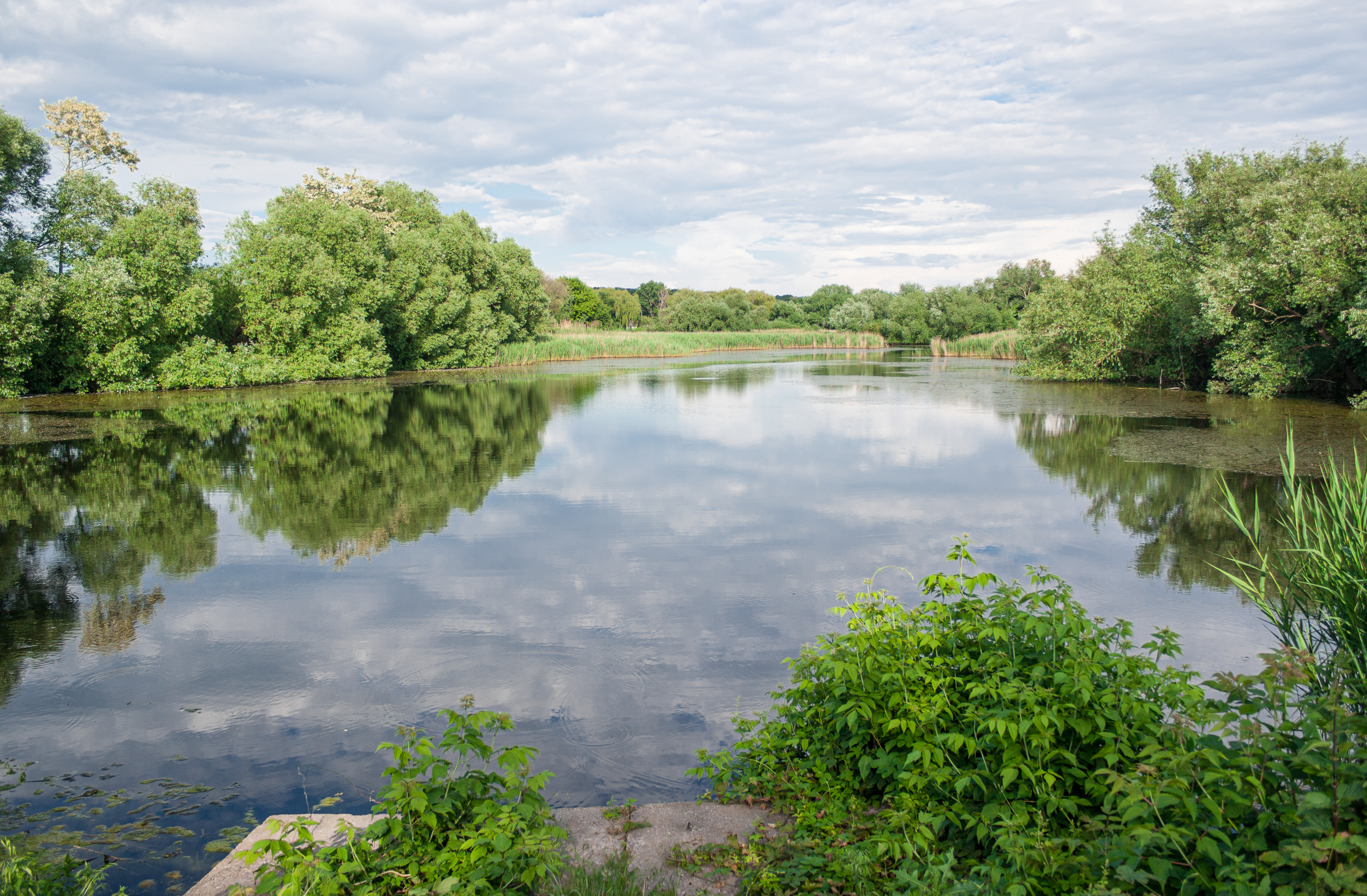
Пруд на реке в селе Россошки
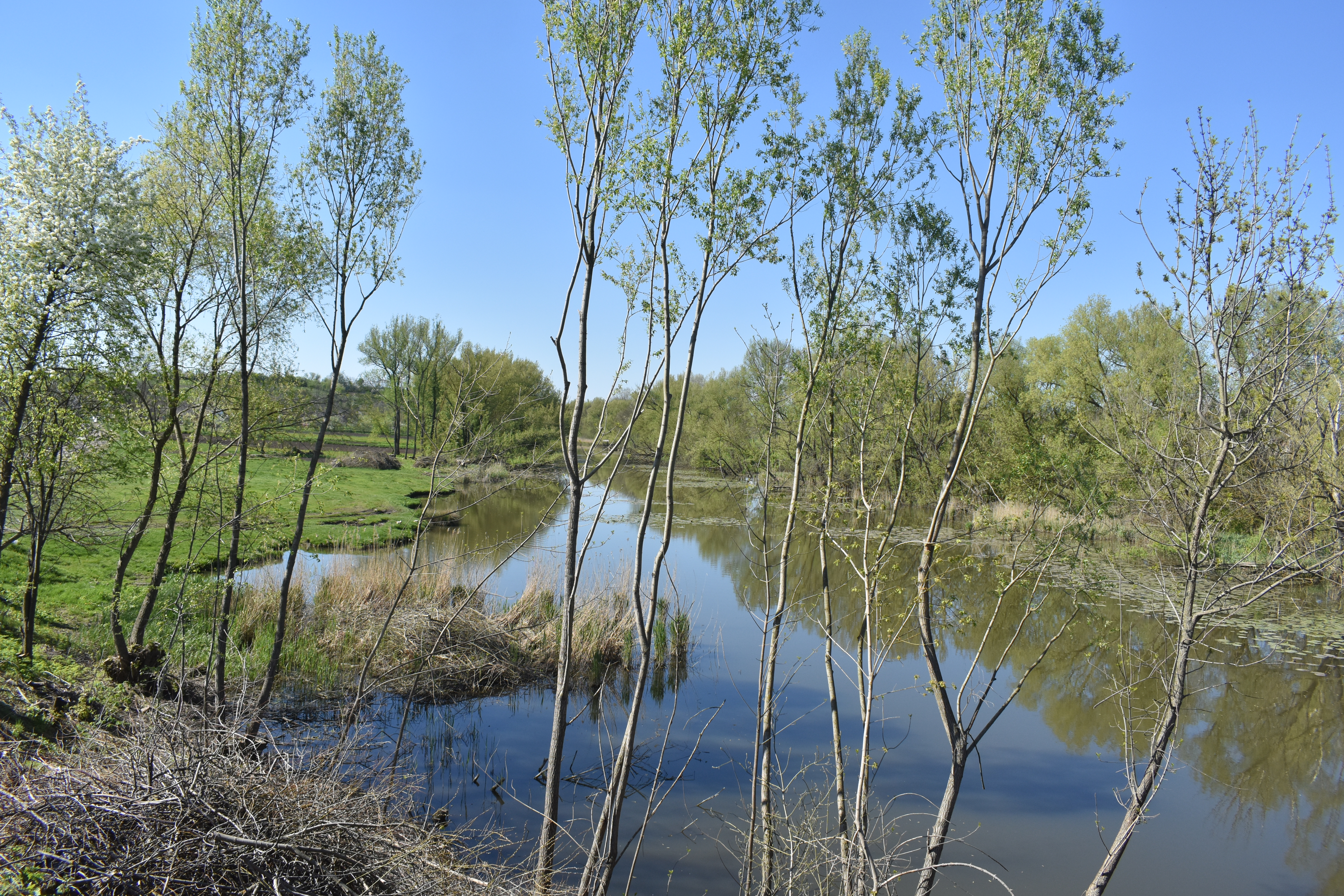
в с. Мягкоход
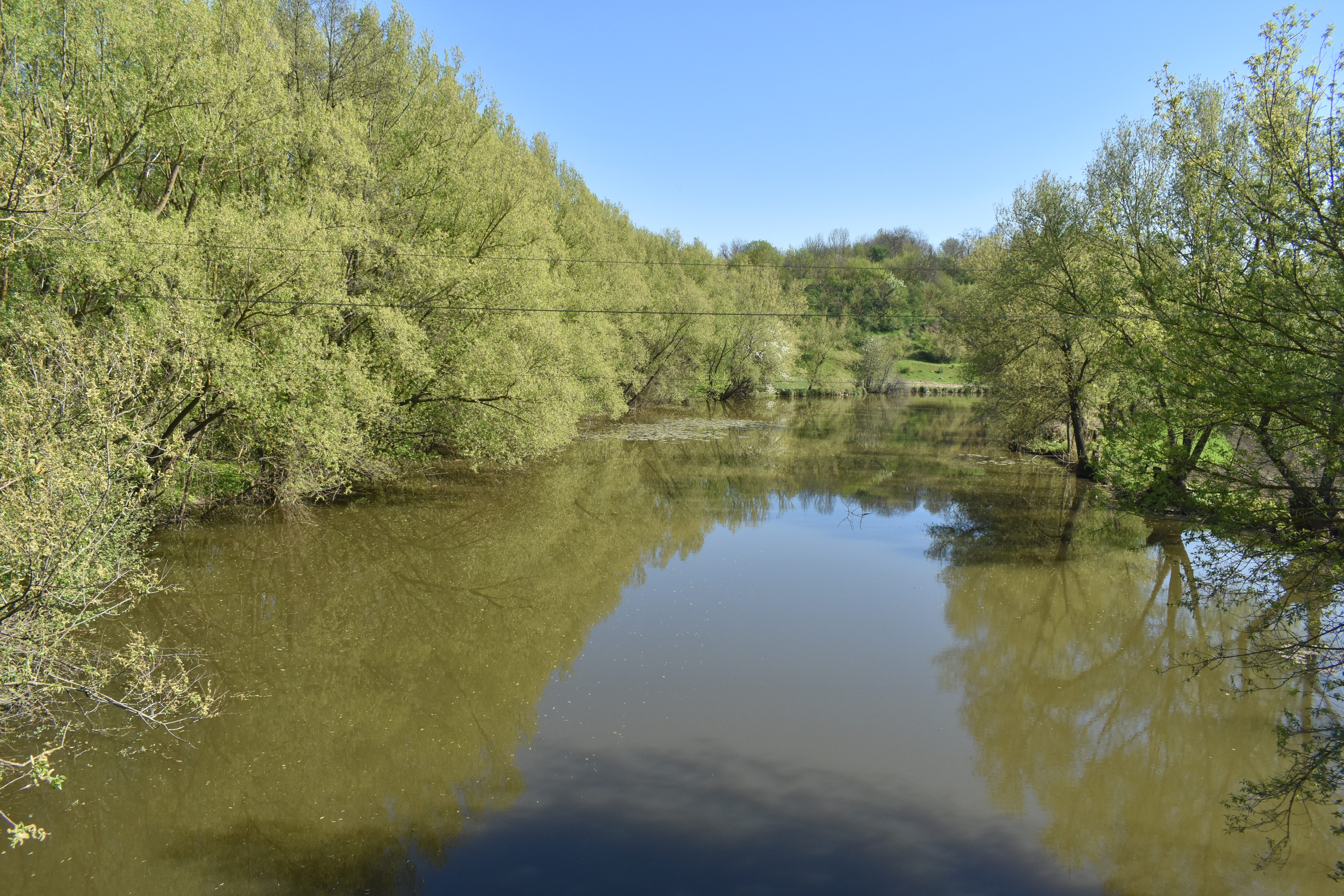
в с. Мягкоход
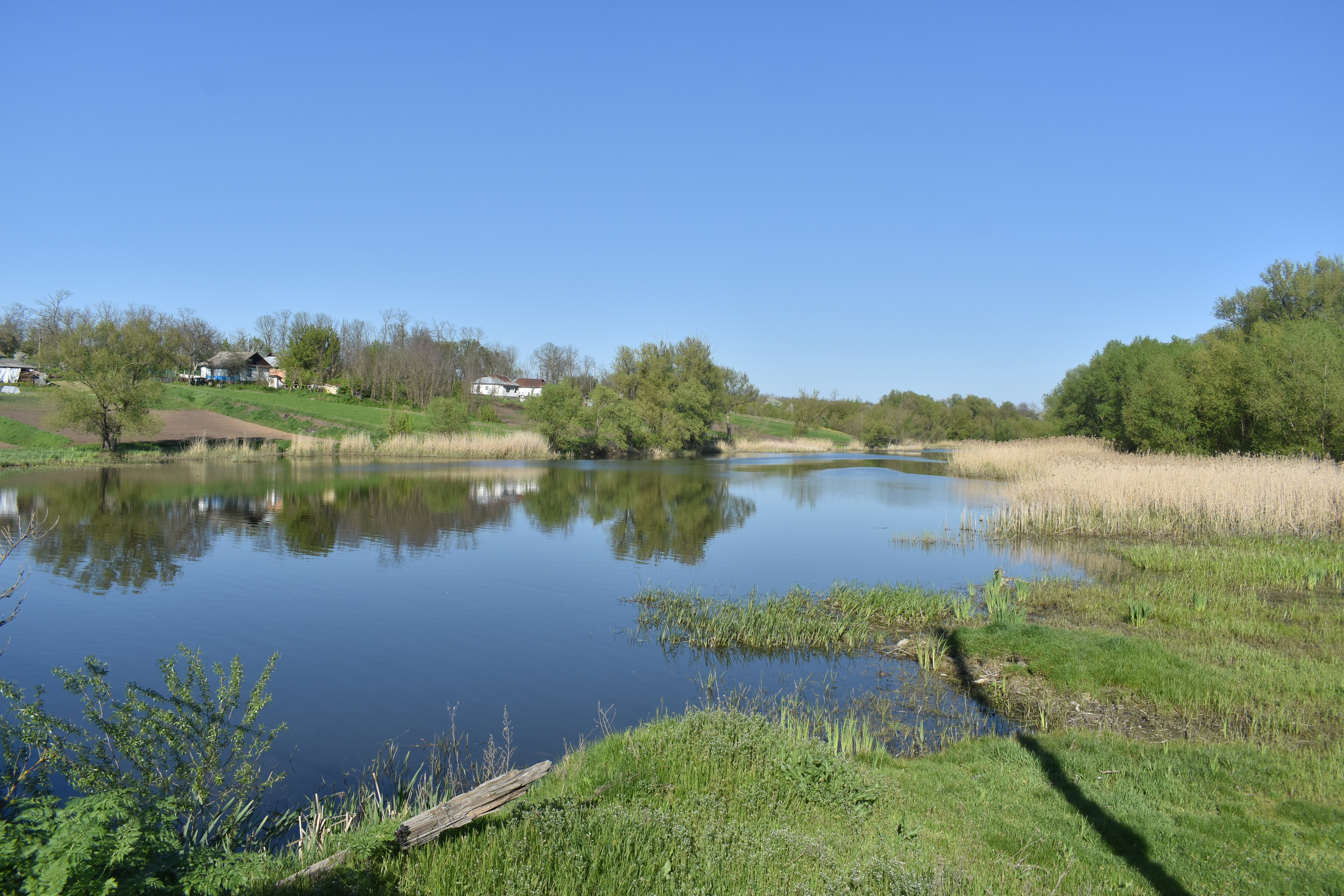
в с. Пологи
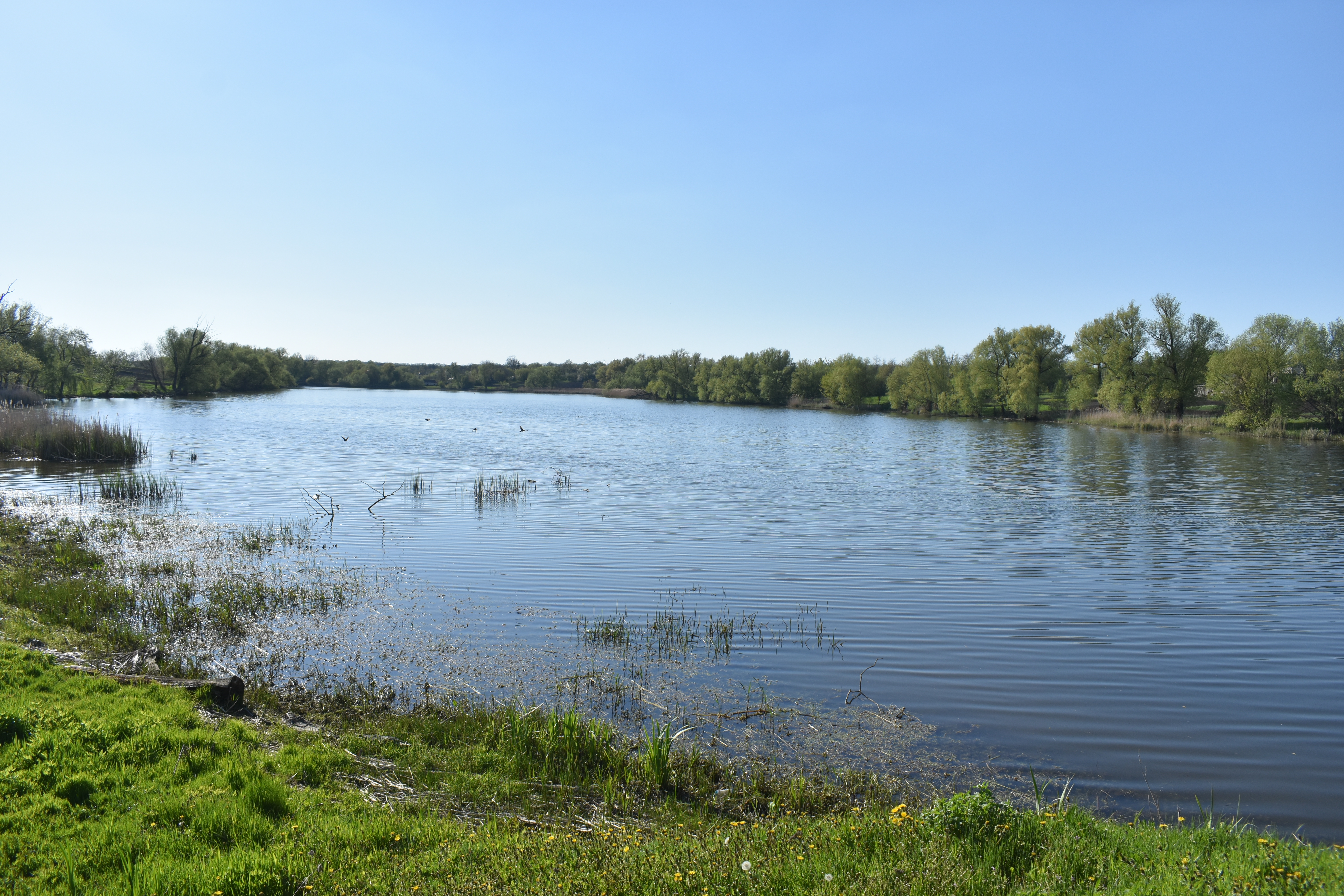
в с. Пологи
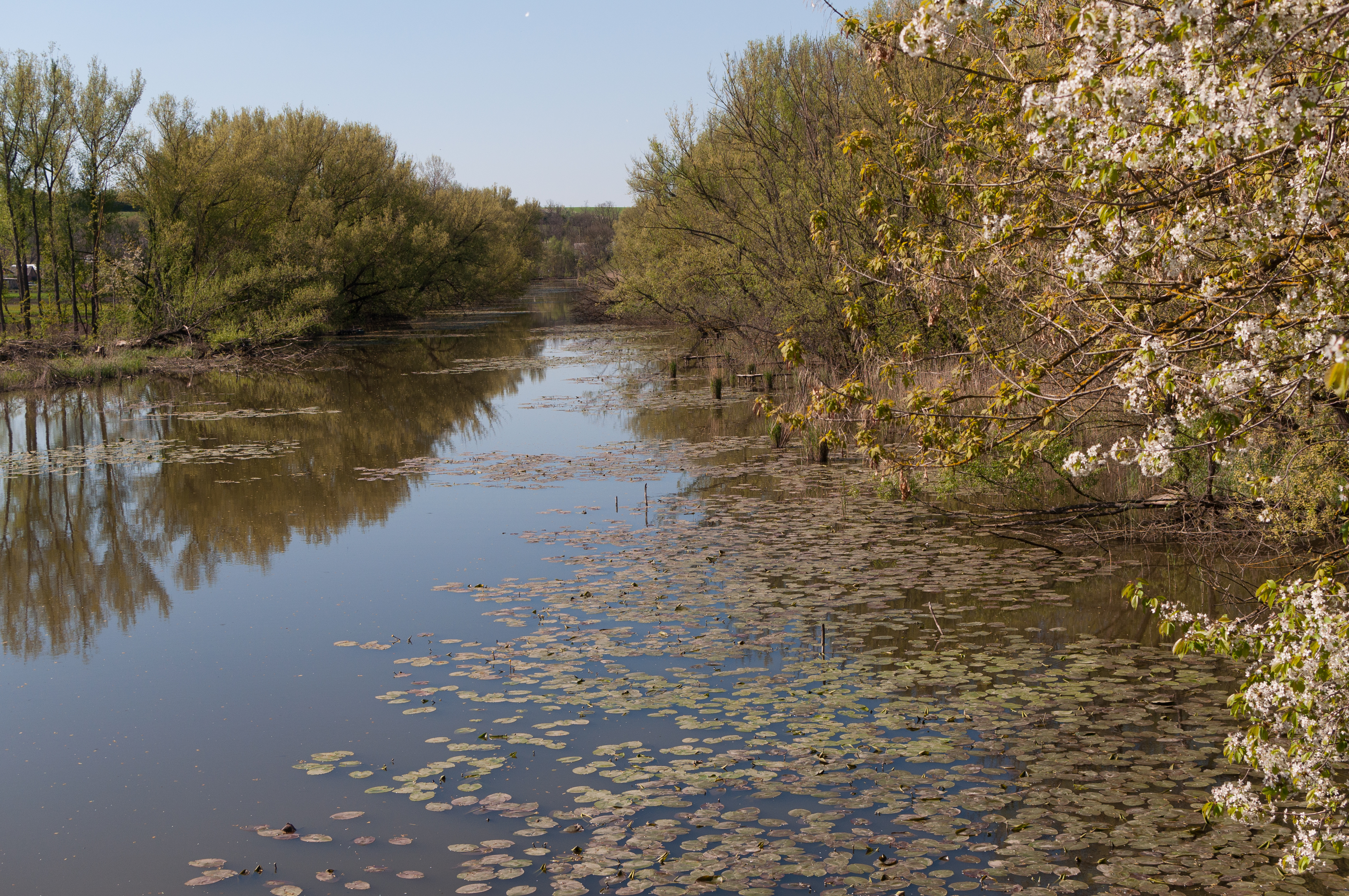
Река в пределах села Мягкоход